# Todus todus
Il todo della Giamaica (Todus todus Linnaeus, 1758) è un piccolo uccello coraciforme della famiglia dei Todidae, endemico della Giamaica.

## Descrizione
Il todo della Giamaica è un piccolo uccello di undici centimetri di lunghezza e soli sei grammi di peso. Possiede una livrea verde scura su cui risaltano la gorgiera rossa e il ventre chiaro. Il becco è lungo, piatto e bicolore, solitamente giallo e rosso.

## Distribuzione e habitat
Questo todo, come si deduce dal nome, è endemico della Giamaica.
Lo si può incontrare nei boschi o su alberi isolati.

## Biologia

### Alimentazione
Il cibo preferito dal todo sono gli insetti che caccia stando appollaiato sui rami a osservare la base inferiore delle foglie, o spiccando voli improvvisi per catturarli in aria. Per brevi istanti il todo può librarsi sul posto come i colibrì.